# NGC 7787
NGC 7787 este o galaxie situată în constelația Peștii. A fost descoperită în 23 octombrie 1864 de către Albert Marth. Se află la o distanță de 83,18 de megaparseci de Pământ.